# Lijst van spelers van Hønefoss BK
Deze lijst omvat voetballers die bij de Noorse voetbalclub Hønefoss BK spelen of gespeeld hebben. De spelers zijn alfabetisch gerangschikt.

## A
- Christian Aas
- Loïc Abenzoar
- Aladesamni Ademola
- Arnór Aðalsteinsson
- Davy Angan
- Aivar Anniste

## B
- Morten Bakke
- Lars Bakkerud
- Umaru Bangura
- Ole Berget
- Kevin Beugré
- Ståle Bokalrud
- Rune Bolseth
- Kjetil Byfuglien

## C
- Steve Clark

## D
- Bjørn Dahl
- Christoffer Dahl
- Abdou Darboe
- Vamouti Diomande
- Aleksandr Dmitrijev
- Kenneth Dokken
- Ismet Duracak

## E
- Thomas Eftedal
- Kjetil Elfving
- Christer Ellefsen
- Gudbrand Ensrud
- Eivind Eriksen

## G
- Vegard Gjermundstad
- Frode Grodås
- Alexander Groven
- Sigmund Grøterud
- Tom Gulbrandsen

## H
- Erik Hagen
- Rune Hagen
- Vegard Hansen
- David Hanssen
- Espen Haug
- Helge Haugen
- Morten Hæstad
- Guðni Helgason
- Magnus Hjulstad
- Øyvind Hoås
- Tor Hovda
- Per Gunnar Hval

## J
- Łukasz Jarosiński
- Kenneth Jensen
- Magnus Johannessen

## K
- Mats Kaland
- Vasko Kalezic
- Andrija Kaluđerović
- Ola Kamara
- Henrik Kildentoft
- Toni Kolehmainen
- Madiou Konate
- Gregory Kuisch
- Garret Kusch
- Kenneth Kvalheim

## L
- Frode Lafton
- Lars Lafton
- Håkon Langdalen
- Henrik Langdalen
- Kevin Larsen
- Kristoffer Larsen
- Simon Larsen

## M
- Joachim Magnussen
- Alexander Mathisen
- Remond Mendy
- Erik Midtgarden
- Heiner Mora
- Durim Muqkurtaj

## N
- Christian Nygaard
- Martin Nygaard

## O
- Paul Obiefule
- Benny Olsen
- Leo Olsen
- Thomas Øverby

## P
- Alexander Pedersen

## Q
- Kamer Qaka

## R
- Stian Rasch
- Kai Risholt
- Riku Riski
- Roope Riski
- Knut Røvde

## S
- Kamal Saaliti
- Abdoulaye Seck
- Fridtjof Seeberg
- Kristján Sigurðsson
- Aleksander Solli
- Davi Silva
- Thomas Solvoll
- Stian Sortevik
- Lennart Steffensen
- Jarle Steinsland
- Robert Stene
- Lars Stubhaug
- Lars Sutterud
- Kristian Svalestuen Piippo
- Sigurd Svendsen

## T
- Andreas Tegström
- Anders Thingelstad
- Martin Thomassen
- Christian Traoré
- Are Tronseth

## U
- Magnus Ueland
- Pål Erik Ulvestad

## V
- Mikkel Vendelbo
- Vegard Voll

## W
- Hakon Wibe-Lund

## Z
- Olav Zanetti

Clubs: Aalesunds FK · Alta IF · SK Brann · Bryne FK ·  Fredrikstad FK · FK Haugesund · Hønefoss BK · Kongsvinger IL · Lillestrøm SK · FC Lyn Oslo · Molde FK · Moss FK · Odd Grenland · Rosenborg BK · Stabæk Fotball · IK Start · Strømsgodset IF · Tromsø IL · Vålerenga IF ·  Viking FK

Lijsten van voetballers van Noorse clubs: Aalesunds FK · Alta IF · SK Brann · Bryne FK · Fredrikstad FK · FK Haugesund · Hønefoss BK · Kongsvinger IL · Lillestrøm SK · FC Lyn Oslo · Molde FK · Moss FK · Odd Grenland · Rosenborg BK · Stabæk Fotball · IK Start · Strømsgodset IF · Tromsø IL · Vålerenga IF · Viking FK